# マリアノ・トリポジ
マリアノ・セバスティアン・トリポジ（Mariano Sebastian Tripodi、1987年7月3日 - ）はアルゼンチン・ブエノスアイレス出身の元プロサッカー選手。現役時代のポジションはフォワード。

## 経歴
ボカ・ジュニアーズのユース出身で、ボカ育成年代のゴール数最高記録を打ち立てた。ニックネームとなっている「ライオン」はこの頃に監督からつけられた。プロ契約後ドイツへ渡り、2006年に1.FCケルンでデビューを飾る。しかしトップチーム（当時ケルンはブンデスリーガ2部）での出場は1試合のみで、主に3部リーグに所属するセカンドチームでのプレーに終わった。トップチームでの唯一の出場となった2006年12月4日のMSVデュースブルク戦では、後半ロスタイムにヘディングで得点を記録している。このシーズン限りでケルンを退団。アルゼンチンへ帰国し、2部リーグに所属するCAサン・マルティンへ入団した。
2008年2月7日、ブラジルのサントスと契約を結んだ。サントス在籍時にはリベルタドーレスカップに出場し、グループリーグのククタ・デポルティーボFC戦で国際大会初得点を記録している。その後2008年8月にはECヴィトーリアに、2009年3月にはアトレチコ・ミネイロに、いずれもレンタルで放出された。2009年8月にはイングランドのリーズ・ユナイテッドAFCのトライアルを受けるが、入団には至らなかった。約半年後の2010年1月にCAメトロポリターノと契約。2010年10月には再びアルゼンチンへ戻り、アルセナルFCと1年契約を結んだ。
2010年12月25日、日本の栃木SCとの契約が発表された。イングランドを含めると彼がプレーする国はこれで5カ国目となり、入団直後のインタビューでは母語のスペイン語の他にポルトガル語、英語を完璧に使えると話している。栃木ではスペイン語通訳がいなかったため、ほかのブラジル人選手とともにポルトガル語通訳が担当した。6月7日、契約解除が発表された。
2011年6月12日、FCファドゥーツに移籍した。
2013年、カンピオナート・ブラジレイロ・セリエCのSERカシアス・ド・スルに移籍。
2014年、リオ・ブランコSCに移籍。
2015年、メトロポリターノに復帰。
2015年04月23日、ジョインヴィレECへ移籍。
2016年2月23日、ジエゴ・ヴィアナと共にECサント・アンドレへ移籍。

## タイトル
ECサント・アンドレ
- カンピオナート・パウリスタ・セリエA2 : 2016

## 個人成績
2014年7月4日現在。
| クラブ成績   | クラブ成績          | クラブ成績         | リーグ | リーグ | カップ      | カップ      | リーグ杯 | リーグ杯 | 国際大会   | 国際大会   | 通算 | 通算 |
| シーズン     | クラブ              | リーグ             | 出場   | 得点   | 出場        | 得点        | 出場     | 得点     | 出場       | 得点       | 出場 | 得点 |
| ドイツ       | ドイツ              | ドイツ             | リーグ | リーグ | DFBポカール | DFBポカール | リーグ杯 | リーグ杯 | ヨーロッパ | ヨーロッパ | 通算 | 通算 |
| ------------ | ------------------- | ------------------ | ------ | ------ | ----------- | ----------- | -------- | -------- | ---------- | ---------- | ---- | ---- |
| 2006-07      | ケルン              | ブンデス2部        | 1      | 1      | 0           | 0           | -        | -        | -          | -          | 1    | 1    |
| 2006-07      | ケルン              | レギオナル北       | 18     | 6      | 0           | 0           | -        | -        | -          | -          | 18   | 6    |
| アルゼンチン | アルゼンチン        | アルゼンチン       | リーグ | リーグ | カップ      | カップ      | リーグ杯 | リーグ杯 | 南米       | 南米       | 通算 | 通算 |
| 2007-08      | サン・マルティン-SJ | プリメーラB        | 4      | 0      | -           | -           | -        | -        | -          | -          | 4    | 0    |
| ブラジル     | ブラジル            | ブラジル           | リーグ | リーグ | ブラジル杯  | ブラジル杯  | リーグ杯 | リーグ杯 | 南米       | 南米       | 通算 | 通算 |
| 2008         | サントス            | セリエA            | 2      | 0      | 0           | 0           | -        | -        | 7          | 1          | 9    | 1    |
| 2008         | ヴィトーリア        | セリエA            | 4      | 0      | 0           | 0           | -        | -        | -          | -          | 2    | 0    |
| 2009         | アトレチコ-MG       | セリエA            | 9      | 0      | 0           | 0           | -        | -        | -          | -          | 9    | 0    |
| 2010         | メトロポリターノ    | サンタカタリーナ州 | 22     | 11     | 0           | 0           | -        | -        | -          | -          | 22   | 11   |
| アルゼンチン | アルゼンチン        | アルゼンチン       | リーグ | リーグ | カップ      | カップ      | リーグ杯 | リーグ杯 | 南米       | 南米       | 通算 | 通算 |
| 2010         | アルセナル          | プリメーラA        | 0      | 0      | -           | -           | -        | -        | -          | -          | 0    | 0    |
| 日本         | 日本                | 日本               | リーグ | リーグ | 天皇杯      | 天皇杯      | リーグ杯 | リーグ杯 | アジア     | アジア     | 通算 | 通算 |
| 2011         | 栃木                | J2                 | 4      | 0      | -           | -           | -        | -        | -          | -          | 4    | 0    |
| スイス       | スイス              | スイス             | リーグ | リーグ | スイス杯    | スイス杯    | リーグ杯 | リーグ杯 | ヨーロッパ | ヨーロッパ | 通算 | 通算 |
| 2011-12      | ファドゥーツ        | 2部                |        |        |             |             |          |          |            |            |      |      |
| 2012-13      | ファドゥーツ        | 2部                |        |        |             |             |          |          |            |            |      |      |
| ブラジル     | ブラジル            | ブラジル           | リーグ | リーグ | ブラジル杯  | ブラジル杯  | リーグ杯 | リーグ杯 | 南米       | 南米       | 通算 | 通算 |
| 2013         | カシアス            | セリエC            |        |        |             |             | -        | -        | -          | -          |      |      |
| 2014         | リオ・ブランコ-PR   | パラナ州1部        |        |        |             |             | -        | -        | -          | -          |      |      |
| 通算         | ドイツ              | ドイツ             | 19     | 7      | 0           | 0           | -        | -        | -          | -          | 19   | 7    |
| 通算         | アルゼンチン        | アルゼンチン       | 4      | 0      | -           | -           | -        | -        | -          | -          | 4    | 0    |
| 通算         | ブラジル            | ブラジル           | 37     | 11     | 0           | 0           | -        | -        | 7          | 1          | 44   | 12   |
| 通算         | 日本                | 日本               | 4      | 0      | -           | -           | -        | -        | -          | -          | 4    | 0    |
| 通算         | スイス              |                    |        |        |             |             |          |          |            |            |      |      |
| 総通算       | 総通算              | 総通算             | 64     | 18     | 0           | 0           |          |          | 7          | 1          | 71   | 19   |

- Jリーグ初出場 - 2011年3月6日 J2 第1節 対ザスパ草津戦 (栃木県グリーンスタジアム)